# Oshakati

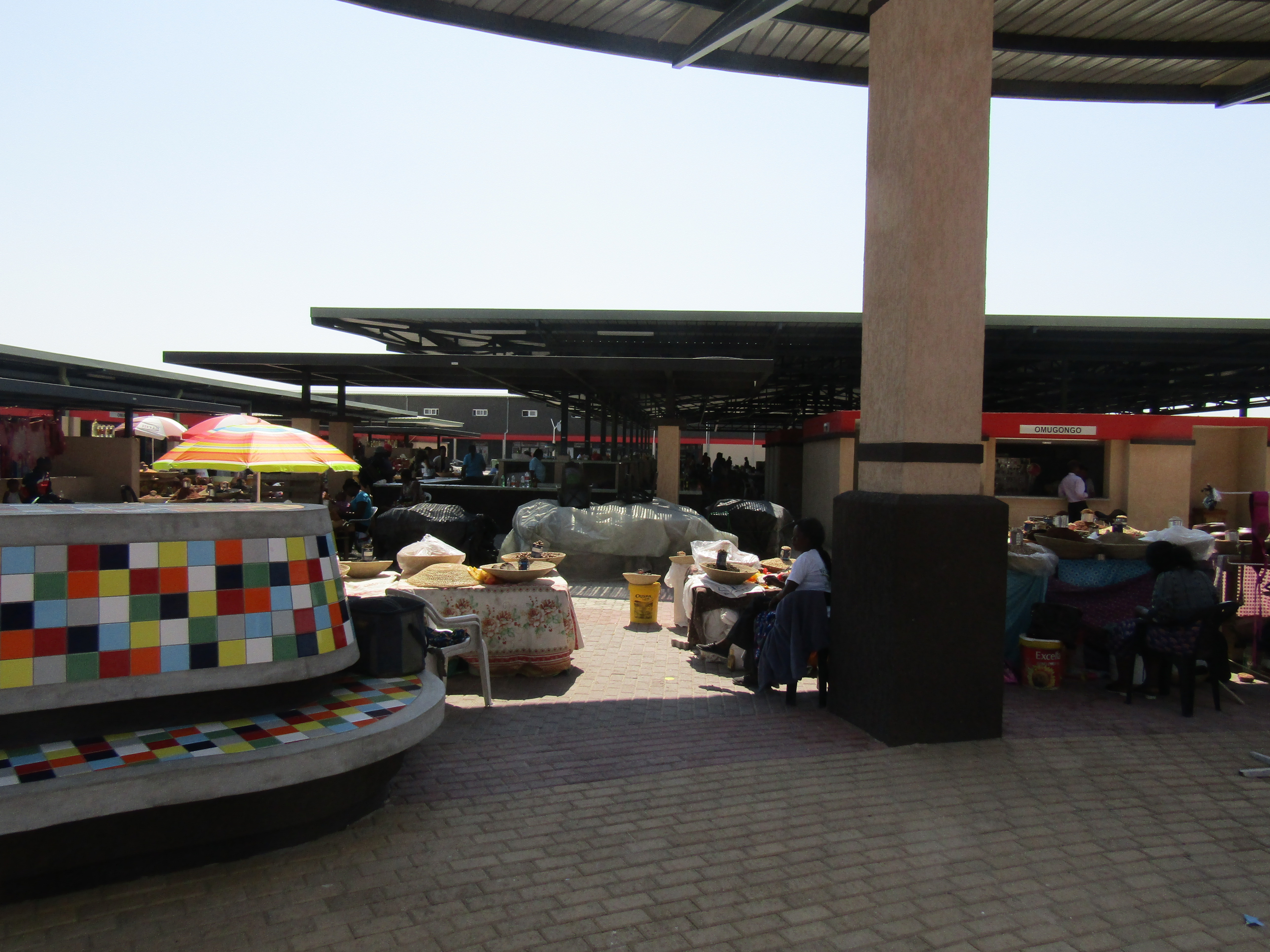
„Dr. Frans Indongo Open Market“ in Oshakati

Oshakati ist Hauptstadt der Region Oshana in Namibia und mit 36.500 Einwohnern die größte Stadt in den „Vier O-Regionen“ und die fünftgrößte Stadt des Landes.
Zusammen mit dem direkt im Osten angrenzenden Ongwediva und dem etwa 35 km entfernten Ondangwa bildet Oshakati eine bedeutende städtische Agglomeration mit etwa 80.000 Einwohnern.

## Geographie
Die Region liegt nördlich des Etosha-Nationalparks und bildete zu Zeiten der südafrikanischen Verwaltung zusammen mit den Regionen Omusati, Ohangwena und Oshikoto das Ovamboland. Der nächste Verkehrsflughafen ist der von Ondangwa, von wo aus Linienflüge nach Windhoek abgehen. Die Stadt liegt im Einflussgebiet der Oshanas, welche die Region regelmäßig überfluten lassen.
Oshakati ist über die gut ausgebaute Hauptstraße C46 mit Outapi und Ondangwa verbunden. Die Straße geht in Ondangwa in die Nationalstraße B1 über, die Namibia vom Süden nach Norden durchzieht.

### Klima
Oshakati hat ein semiarides Klima (Steppenklima BSh, gemäß der Klimaklassifikation nach Köppen und Geiger), mit heißen Sommern und relativ milden Wintern (warme Tage und kalte Nächte). Der durchschnittliche jährliche Niederschlag beträgt 472 Millimeter; die Hauptniederschläge erfolgen im Südsommer.
|                        | Jan | Feb | Mär | Apr | Mai | Jun | Jul | Aug | Sep | Okt | Nov | Dez |   |      |
| Mittl. Temperatur (°C) | 26  | 26  | 26  | 25  | 22  | 18  | 19  | 21  | 26  | 27  | 26  | 28  | ⌀ | 24,2 |
| Mittl. Tagesmax. (°C)  | 32  | 32  | 31  | 31  | 30  | 27  | 27  | 30  | 34  | 35  | 34  | 34  | ⌀ | 31,4 |
| Mittl. Tagesmin. (°C)  | 20  | 20  | 10  | 18  | 14  | 8   | 8   | 9   | 15  | 18  | 19  | 20  | ⌀ | 14,9 |
|                        |     |     |     |     |     |     |     |     |     |     |     |     |   |      |
| Niederschlag (mm)      | 107 | 99  | 97  | 29  | 6   | 5   | 0   | 2   | 7   | 12  | 45  | 41  | Σ | 450  |

| 20 |

| 20 |

| 10 |

| 18 |

| 14 |

| 8 |

| 8 |

| 9 |

| 15 |

| 18 |

| 19 |

| 20 |

| 20 |

| 20 |

| 10 |

| 18 |

| 14 |

| 8 |

| 8 |

| 9 |

| 15 |

| 18 |

| 19 |

| 20 |

## Geschichte
Oshakati wurde im Jahr 1966 durch die südafrikanische Besatzungsmacht gegründet, welche einerseits von Oshakati aus ihre wirtschaftlichen Bestrebungen im nördlichen Namibia intensivieren wollte und andererseits einen starken militärischen Stützpunkt im Norden des Landes benötigte, um nachhaltig gegen die Unabhängigkeitsbestrebungen der SWAPO vorgehen zu können. Vor allem aufgrund des immer größer werdenden Bedarfs an formellen sowie informellen Arbeitskräften wuchs die Stadt in den 1970er und 1980er Jahren sehr schnell.
Aufgrund der südafrikanischen Apartheidspolitik war Oshakati bis zur Unabhängigkeit Namibias in einen rein „weißen“ Osten (Oshakati East) und einen „schwarzen“ Westen (Oshakati West) unterteilt. Dabei war der weiße Teil der Stadt durch einige Distanz, Zäune und Stacheldraht klar von den schwarzen Siedlungsgebieten abgegrenzt. Aufgrund des fortwährenden namibischen Befreiungskampfes wurde Oshakati von den Südafrikanern außerdem wie eine Festung verwaltet und war institutionell sowie infrastrukturell klar vom ländlichen Umland des Ovambolandes abgegrenzt.
1974 errichteten die Südafrikaner einen Militärstützpunkt in der Stadt. Deshalb wurde eine Pipeline und ein anschließender Kanal errichtet, welche Wasser aus dem Calueque-Staudamm vom Kunene im Nordosten nach Oshakati leitete, um den Wasserbedarf des Militärs sicherzustellen. In Oshakati entstand deshalb eine Trinkwasseraufbereitungsanlage (Oshakati Treatment Plant). Diese existiert bis heute, hat jedoch nur eine ungenügende Kapazität. Weitere geplante Großprojekte zur langfristigen Sicherstellung des Wasserbedarfs von Oshakati wurden aufgrund anhaltender militärischer Auseinandersetzungen mit der SWAPO nicht umgesetzt.
Am 18. Februar 1988 explodierte in Oshakati in der damaligen Filiale der Barclays Bank an der Hauptstrasse nach Oshikuku eine Bombe, welche 27 Menschen tötete und viele weitere teils schwer verletzte bzw. verstümmelte. Das Gebäude wurde dabei vollkommen zerstört. Bis heute hat sich niemand zu diesem Anschlag bekannt. Jedoch ist in Namibia die Meinung, dass es sich um einen Terroranschlag der südafrikanischen Besatzungsmacht handelte, sehr weit verbreitet. Bis heute kämpfen die Überlebenden des Anschlags für eine finanzielle Entschädigung ihresgleichen durch die Republik Südafrika.
Nach der Unabhängigkeit Namibias im Jahr 1990 und dem damit verbundenen Abzug der allermeisten Südafrikaner ließen sich innerhalb kürzester Zeit tausende arbeitslose ehemalige SWAPO-Freiheitskämpfer in der Stadt nieder. Vor allem deshalb ging Oshakati kurz nach der Unabhängigkeit Namibias durch eine von allgemeiner Arbeitslosigkeit und sozialer Instabilität geprägte Krise. Viele Ovambos aus der Region zogen deshalb zunächst eine Migration nach Windhoek oder in andere mehr südlich gelegene Städte des Landes einer Niederlassung in Oshakati vor. Seit der Jahrtausendwende konnte Oshakati aber seine wirtschaftliche Führungsrolle in Nordnamibia wieder zunehmend festigen, vor allem aufgrund von südafrikanischen und angolanischen Investitionen in der Region. Dennoch lebt bis heute ein Großteil der Einwohner Oshakatis in Wellblechsiedlungen.
Während des Bürgerkrieges in Angola war Oshakati ein sehr wichtiger Stützpunkt der südafrikanischen Armee, die von hier aus aktiv auf Seiten der UNITA in den Krieg eingegriffen hatte. Dieser nahezu 30-jährige Bürgerkrieg in Angola hatte nachhaltigen Einfluss auf die Entwicklung Oshakatis: Zwar war fast das gesamte Ovamboland militärisches Sperrgebiet und damit von einer geordneten zivilen Entwicklung weitgehend ausgeschlossen, dennoch sorgte die Anwesenheit des Militärs für ein starkes Wachstum in allen damit zusammenhängenden Bereichen. Zudem war Oshakati im und nach dem Bürgerkrieg Zufluchtsort für viele aus der Region und aus Angola stammende Kriegsflüchtlinge. Dies alles führte zu einer sehr ungeordneten, aber durchaus stürmischen Entwicklung zu Lasten der historisch gewachsenen Strukturen.

## Kommunalpolitik
Bei den Kommunalwahlen 2020 wurde folgendes amtliche Endergebnis für die Sitzverteilung ermittelt.
| Partei | Stimmen  | Sitze |
| ------ | -------- | ----- |
| SWAPO  | 3028 ▼   | 6 ▼   |
| IPC    | 1887 NEU | 3 NEU |

### Stadtgliederung
Oshakati gliedert sich in sechs Stadtteile:
- Evululuko
- Oshakati-Nord
- Oshakati-West
- Oshakati-Ost
- Oshoopala
- Uupindi-Nord

## Sport
Der Fußballverein Oshakati City spielt in der zweithöchsten Liga des Landes, der Northern Stream First Division.

## Städtepartnerschaften
| Nantong (seit 1. Januar 2015) Windhoek (seit April 2002) |

## Söhne und Töchter der Stadt
- Ali Nuumbembe (* 1978), namibischer Boxer
- Sebastian Dehnhardt (* 1968), deutscher Regisseur, Autor und Produzent
- Gazza (* 1977), populärer namibischer Kwaito-Musiker